# Rutka-Tartak (gmina)
Rutka-Tartak – gmina wiejska w województwie podlaskim, w powiecie suwalskim. W latach 1975–76 i 1984–98 gmina położona była w województwie suwalskim.
Siedziba gminy to Rutka-Tartak.
Według danych z 30 czerwca 2008 gminę zamieszkiwało 2255 osób. Natomiast według danych z 31 grudnia 2017 roku gminę zamieszkiwało 2382 osoby.
Charakter głównie rolniczy. Z uwagi na walory krajobrazowe stopniowo rozwijająca się turystyka. Na terenie gminy rzeka Szeszupa oraz wiele jezior, m.in. Pobondzie.

## Historia
Gmina została utworzona w dniu 1 stycznia 1973 roku w powiecie suwalskim w woj. białostockim. 1 czerwca 1975 roku gmina znalazła się w nowo utworzonym woj. suwalskim.
1 lipca 1976 roku gmina została zniesiona, a jej tereny przyłączone do gmin:
- Jeleniewo (obszary sołectw: Jałowo, Sidory i Sidory Zapolne),
- Szypliszki (obszary sołectw: Ignatowizna, Jasionowo, Kupowo i Smolnica),
- Wiżajny (obszary sołectw: Baranowo, Bondziszki, Ejszeryszki, Folusz, Jodoziory, Kadaryszki, Krejwiany, Lizdejki, Michałówka, Olszanka, Pobondzie, Polimonie, Postawele, Poszeszupie, Poszeszupie-Folwark, Potopy, Rowele, Rutka-Tartak, Sikorowizna, Trzcianka i Wierzbiszki).

Gminę Rutka-Tartak reaktywowano 1 stycznia 1984 o zmienionych granicach:
- z gminy Jeleniewo (obszar sołectwa Jałowo),
- z gminy Szypliszki (obszary sołectw: Ignatowizna, Jasionowo, Kupowo i Smolnica),
- z gminy  Wiżajny (obszary sołectw: Baranowo, Bondziszki, Ejszeryszki, Folusz, Jodoziory, Kadaryszki, Krejwiany, Lizdejki, Michałówka, Olszanka, Pobondzie, Polimonie, Postawele, Poszeszupie, Poszeszupie-Folwark, Potopy, Rowele, Rutka-Tartak, Sikorowizna, Trzcianka i Wierzbiszki).

Tak więc w skład gminy Rutka-Tartak nie weszły sołectwa Sidory i Sidory Zapolne z gminy Jeleniewo, należące a latach 1973-76 do gminy Rutka-Tartak.

## Struktura powierzchni
Według danych z roku 2002 gmina Rutka-Tartak ma obszar 92,32 km², w tym:
- użytki rolne: 68%
- użytki leśne: 24%

Gmina stanowi 7,06% powierzchni powiatu.

## Demografia

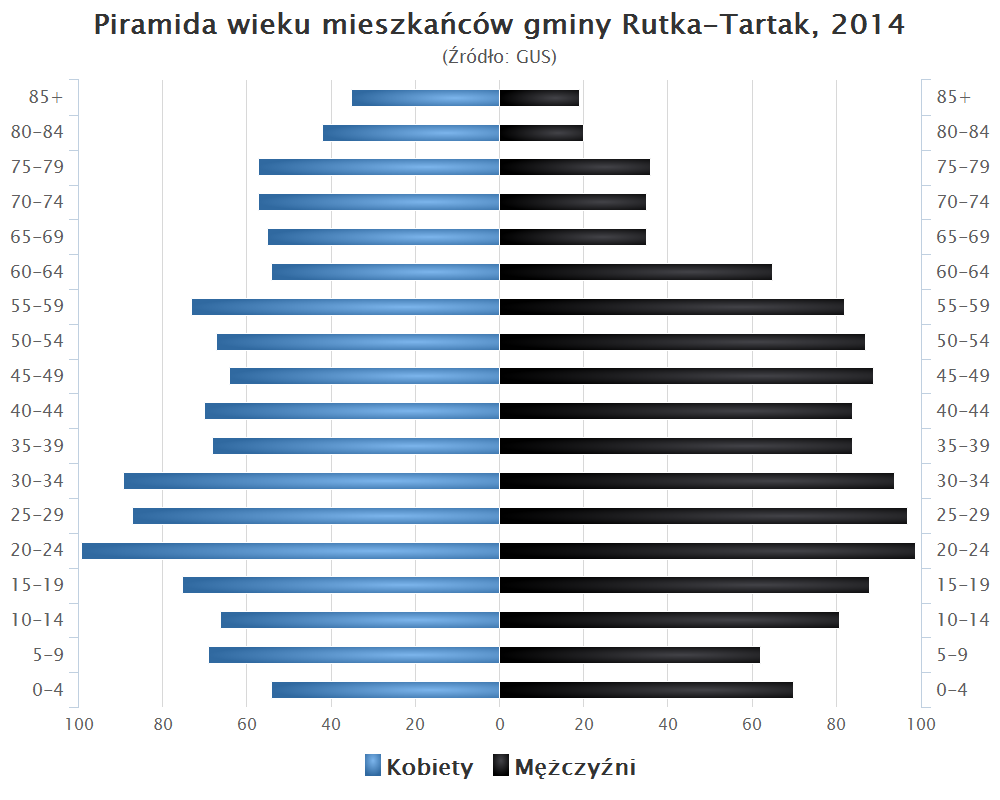
Piramida wieku mieszkańców gminy Rutka-Tartak w 2014 roku

Dane z 31 grudnia 2017 roku.
| Opis                              | Ogółem | Ogółem | Kobiety | Kobiety | Mężczyźni | Mężczyźni |
| --------------------------------- | ------ | ------ | ------- | ------- | --------- | --------- |
| jednostka                         | osób   | %      | osób    | %       | osób      | %         |
| populacja                         | 2 382  | 100    | 1 188   | 49,9    | 1 194     | 50,1      |
| gęstość zaludnienia (mieszk./km²) | 23     | 23     | 11      | 11      | 12        | 12        |

## Sołectwa
Baranowo, Bondziszki, Ejszeryszki, Folusz, Ignatowizna, Jałowo, Jasionowo, Kadaryszki, Kleszczówek, Krejwiany, Kupowo, Lizdejki, Michałówka, Olszanka, Pobondzie, Polimonie (sołectwo wsi Polimonie i Jodoziory), Postawele, Poszeszupie, Poszeszupie-Folwark, Potopy, Rowele, Rutka-Tartak, Sikorowizna, Smolnica, Smolniki, Trzcianka, Wierzbiszki.

## Sąsiednie gminy
Jeleniewo, Szypliszki, Wiżajny. Gmina sąsiaduje na północy z Litwą.

## Powiększenie obszaru gminy
Z dniem 1 stycznia 2010 gmina powiększyła się o obszar miejscowości: Jodoziory, Polimonie, Kleszczówek, Smolniki, z gminy Wiżajny, o powierzchni 1105,40 ha.